# بخش بوردو
بخش بوردو (به فرانسوی: Arrondissement de Bordeaux) یک بخش در فرانسه است که در ژیروند واقع شده‌است.